# Rui Patrício
Rui Pedro dos Santos Patrício vagy egyszerűen Rui Patrício (Marrazes, 1988. február 15. –) portugál labdarúgó, az Atalanta kapusa.

## Pályafutása

### ASportingban
Patricio fiatal korában csatár poszton játszott. Ekkor a lisszaboni Sporting csatérként igazolta le az ifjú tehetséget az ifjúsági akadémiájára. A későbbiek során került be a kapuba.
Az első osztályban 2006. november 19-én mutatkozott be a CS Marítimo elleni bajnoki mérkőzésen, ahol Ricardo helyére kellett beállnia, majd 15 perccel a mérkőzés vége előtt egy büntetőt hárítva mentette meg csapatát. A csapat végül 1–0-s idegenbeli diadalt aratott.
Miután Ricardo a Real Betishez távozott, Patricio versenybe szállhatott a Sporting első számú kapus posztjáért a veterán Tiago, és új szerzemény Vladimir Stojković ellen. 2007. november 27-én bemutatkozott az Bajnokok Ligájaban a Manchester United elleni 2–1-s vereség alkalmával.
A 2008-as előszezonban napvilágot láttak olyan híresztelések, miszerint az ifjú portugál ezt szezont már az Internazionale kapujában tölti. Ebből azonban semmi sem lett, és az FC Porto elleni 2008-as portugál szuperkupa-döntőn kivédte Lucho González büntetőjét, ezzel nagyban hozzájárult a végső 201500-s győzelemhez.
A 2009-10-es Bajnokok Ligája-selejtezőn az Twente ellen a 94. percben 0–0-s állásnál Patricio egy szögletnél előre húzódott, fejese pedig Nikita Rukavytsyán irányt változtatva a fejléc érintésével Péter Wisgerhof kapujában kötött ki. Mint később kiderült, ez a gól továbbjutást ért. 2018 nyarán az angol élvonalba feljutó Wolverhampton Wanderershez szerződött.
2024. augusztus 27-én egyéves szerződést írt alá az Atalanta csapatával.

### A válogatottban
A 2008. január 29-én Zürichben rendezett Olaszország elleni barátságos mérkőzésre a szövetségi kapitány, Luiz Felipe Scolari a válogatott utazó keretébe nevezte, azonban az egész mérkőzést a kispadról követte figyelemmel. Május 12-én, beválasztották az Európa-bajnokságra készülő nemzeti csapatba, de végül a tornán egyetlen percet sem játszott.
Patrício 2007-től 2010-ig az U21-es válogatott oszlopos tagja volt. 2024. május 21-én Roberto Martínez szövetségi kapitány kihirdette 26 fős Európa-bajnoki keretét, amelyben ő is szerepelt.

## Sikerei, díjai

### Klub
- Sporting CP

Portugál kupa
- - Győztes: 2 alkalommal (2007–08, 2014–15)

Portugál ligakupa
- - Győztes: 1 alkalommal (2017–18)

Portugál szuperkupa
- - Győztes: 3 alkalommal (2007, 2008, 2015)

- AS Roma

UEFA Konferencia Liga
- - Győztes: 1 alkalommal (2021–22)

### Válogatott
- Portugália
  - Európa-bajnok (1): 2016,
  - UEFA Nemzetek Ligája – győztes (1): 2019

### Egyéni
- - Eb-Aranykesztyű (1): 2016
  - Európa-bajnokság torna csapata (1): 2016

## Statisztikái

### Klub
2024. február 10-én lett frissítve.
| Klub                    | Szezon    | Liga           | Liga            | Liga  | Nemzeti kupa    | Nemzeti kupa | Ligakupa        | Ligakupa | Európai         | Európai | Egyéb           | Egyéb | Összesen        | Összesen |
| Klub                    | Szezon    | Bajnokság      | Pályára lépések | Gólok | Pályára lépések | Gólok        | Pályára lépések | Gólok    | Pályára lépések | Gólok   | Pályára lépések | Gólok | Pályára lépések | Gólok    |
| ----------------------- | --------- | -------------- | --------------- | ----- | --------------- | ------------ | --------------- | -------- | --------------- | ------- | --------------- | ----- | --------------- | -------- |
| Sporting                | 2006–2007 | Primeira Liga  | 1               | 0     | 0               | 0            | —               | —        | 0               | 0       | —               | —     | 1               | 0        |
| Sporting                | 2007–2008 | Primeira Liga  | 20              | 0     | 5               | 0            | 3               | 0        | 8               | 0       | 0               | 0     | 36              | 0        |
| Sporting                | 2008–2009 | Primeira Liga  | 26              | 0     | 1               | 0            | 0               | 0        | 6               | 0       | 1               | 0     | 34              | 0        |
| Sporting                | 2009–2010 | Primeira Liga  | 30              | 0     | 3               | 0            | 4               | 0        | 14              | 0       | —               | —     | 51              | 0        |
| Sporting                | 2010–2011 | Primeira Liga  | 30              | 0     | 2               | 0            | 3               | 0        | 8               | 0       | —               | —     | 43              | 0        |
| Sporting                | 2011–2012 | Primeira Liga  | 28              | 0     | 6               | 0            | 0               | 0        | 13              | 0       | —               | —     | 47              | 0        |
| Sporting                | 2012–2013 | Primeira Liga  | 30              | 0     | 1               | 0            | 1               | 0        | 7               | 0       | —               | —     | 39              | 0        |
| Sporting                | 2013–2014 | Primeira Liga  | 30              | 0     | 1               | 0            | 0               | 0        | —               | —       | —               | —     | 31              | 0        |
| Sporting                | 2014–2015 | Primeira Liga  | 33              | 0     | 4               | 0            | 0               | 0        | 8               | 0       | —               | —     | 45              | 0        |
| Sporting                | 2015–2016 | Primeira Liga  | 34              | 0     | 2               | 0            | 0               | 0        | 9               | 0       | 1               | 0     | 46              | 0        |
| Sporting                | 2016–2017 | Primeira Liga  | 31              | 0     | 1               | 0            | 0               | 0        | 6               | 0       | —               | —     | 38              | 0        |
| Sporting                | 2017–2018 | Primeira Liga  | 34              | 0     | 5               | 0            | 3               | 0        | 14              | 0       | —               | —     | 56              | 0        |
| Sporting                | Összesen  | Összesen       | 327             | 0     | 31              | 0            | 14              | 0        | 93              | 0       | 2               | 0     | 467             | 0        |
| Wolverhampton Wanderers | 2018–19   | Premier League | 37              | 0     | 0               | 0            | 0               | 0        | —               | —       | —               | —     | 37              | 0        |
| Wolverhampton Wanderers | 2019–20   | Premier League | 38              | 0     | 0               | 0            | 0               | 0        | 15              | 0       | —               | —     | 53              | 0        |
| Wolverhampton Wanderers | 2020–21   | Premier League | 37              | 0     | 0               | 0            | 0               | 0        | —               | —       | —               | —     | 37              | 0        |
| Wolverhampton Wanderers | Összesen  | Összesen       | 112             | 0     | 0               | 0            | 0               | 0        | 15              | 0       | 0               | 0     | 127             | 0        |
| AS Roma                 | 2021–22   | Serie A        | 38              | 0     | 2               | 0            | —               | —        | 14              | 0       | —               | —     | 54              | 0        |
| AS Roma                 | 2022–23   | Serie A        | 35              | 0     | 2               | 0            | —               | —        | 14              | 0       | —               | —     | 51              | 0        |
| AS Roma                 | 2023–24   | Serie A        | 23              | 0     | 1               | 0            | —               | —        | 0               | 0       | —               | —     | 24              | 0        |
| AS Roma                 | Összesen  | Összesen       | 96              | 0     | 5               | 0            | 0               | 0        | 28              | 0       | 0               | 0     | 129             | 0        |
| Összesen                | Összesen  | Összesen       | 535             | 0     | 36              | 0            | 14              | 0        | 136             | 0       | 2               | 0     | 723             | 0        |

### A válogatottban
2024. március 21-én lett frissítve.
| Nemzet     | Évek     | Pályára lépések | Gólok |
| ---------- | -------- | --------------- | ----- |
| Portugália | 2010     | 1               | 0     |
| Portugália | 2011     | 8               | 0     |
| Portugália | 2012     | 11              | 0     |
| Portugália | 2013     | 9               | 0     |
| Portugália | 2014     | 6               | 0     |
| Portugália | 2015     | 7               | 0     |
| Portugália | 2016     | 14              | 0     |
| Portugália | 2017     | 12              | 0     |
| Portugália | 2018     | 9               | 0     |
| Portugália | 2019     | 10              | 0     |
| Portugália | 2020     | 5               | 0     |
| Portugália | 2021     | 10              | 0     |
| Portugália | 2022     | 3               | 0     |
| Portugália | 2023     | 2               | 0     |
| 2024       | 1        | 0               |       |
| összesen   | összesen | 108             | 0     |